# Іванов Микола Миколайович
Микола Миколайович Іванов (рос. Николай Николаевич Иванов; 22 січня 1943, Тихвін, Ленінградська область, РРФСР, СРСР — 11 грудня 2020, Санкт-Петербург, Росія) — радянський і російський актор театру та кіно. Заслужений артист РРФСР (11.05.1976). Народний артист Росії (31.12.1992). Лауреат Державної премії СРСР (за участь у фільмі «Вічний поклик») (1979).

## Біографічні відомості
У 1963 році закінчив драматичну студію при Ленінградському Театрі юного глядача ім. А. А. Брянцева (під кер. З. Я. Корогодського) і відразу ж був прийнятий в трупу театру.
У кіно почав зніматися наприкінці 60-х. Незвичайну популярність і любов глядачів акторові принесла роль Івана Савельєва в телесеріалі «Вічний поклик» (1973—1983). 
Серед інших відомих робіт: Володя в драмі «Коник» (1978), Апраксін в історичному серіалі «Росія молода» (1981—1982), корумпований працівник КДБ у бойовику «Мічені» (1991).
Лауреат премії Номінаційної ради «За унікальний внесок в театральну культуру Санкт-Петербурга» вищої театральної премії Санкт-Петербурга «Золотий софіт» (сезон 2017—2018 рр.).
Помер в Санкт-Петербурзі на 78-му році життя 11 грудня 2020 року в результаті тривалої хвороби від серцевої недостатності.

## Театральні ролі
За роки роботи в ТЮГу ним зіграно більше 80 ролей, серед яких: 
- Борис Годунов і Самозванець («Борис Годунов»),
- Клаверов («Тіні»),
- Іван («Коник-Горбунок»),
- Гораціо («Гамлет»),
- Антифол («Комедія помилок»),
- Блазень, дядько Шура («Трень-брень»),
- Коновницин, Микола I, Михайло Бестужев («Ковток волі»),
- Микола II («Після страти прошу...»),
- Васков («А зорі тут тихі...»),
- Бембі, Ватажок («Бембі»),
- Мик Тангсмайстер («Месс-Менд»),
- Пан Пепперминт («Тиждень, повний субот»),
- Ханс («Ундина»),
- Матисс («Ронья - дочка розбійника»),
- Альпанус («Крихта Цахес»),
- Балда («Казки Пушкіна»),
- Вирін («Покійний біс»),
- Мірошник («Русалка»),
- Лиходій («Зоряний талер»),
- Джон Пендлетон («Поллианна»),
- Лаймен Фелт («Униз із гори»),
- Джонні («У горах моє серце»),
- Кучумов («Скажені гроші»),
- Джон Сильвер («Острів скарбів»).

## Фільмографія
1. 1963 — «Кюхля» (фільм-спектакль; Данзас)
2. 1965 — «Старі друзі» (фільм-спектакль; Лясковський)
3. 1966 — «Моє покоління» (фільм-спектакль)
4. 1967 — «Казка про Митю і Машу, про Веселого Сажотруса і Майстра Золоті Руки» (фільм-спектакль; Веселий Сажотрус)
5. 1969 — «Білий вибух»
6. 1969 — «Панночка-селянка» (фільм-спектакль; Олексій Берестов)
7. 1969 — «Архімеди XX століття» (фільм-спектакль; Гоша, викладач)
8. 1969 — «Червоний намет» (Колька Шмідт)
9. 1970 — «Про кохання» (добровільний помічник)
10. 1971 — «Море у вогні» (Пінжак)
11. 1971 — «Світ, відкритий навстіж» (фільм-спектакль)
12. 1971 — «Перший крок» (фільм-спектакль; Василь)
13. 1971 — «Шифрована записка» (фільм-спектакль)
14. 1972 — «Жанна плаче, Жан сміється» (фільм-спектакль; Нікола, син П'єра)
15. 1972 — «Любити людину» (Петро Васильович, лікар (немає в титрах)
16. 1973 — «Скачу за веселкою» (Веніамін Кукушкін, піонервожатий)
17. 1973 — «Трихвилинна розмова» (фільм-спектакль; Георгій Миколайович)
18. 1973—1983 — «Вічний поклик» (Іван Савельєв)
19. 1974 — «Ще можна встигнути» (Віктор, секретар обкому комсомолу)
20. 1974 — «Вистава в селі Огризові» (фільм-спектакль)
21. 1974 — «Юнак з рукавичкою» (фільм-спектакль; Валька)
22. 1974 — «Ковток свободи» (фільм-спектакль; Михайло Бестужев)
23. 1977 — «Перші версти» (фільм-спектакль)
24. 1978 — «Коник» (Володя Левашов, старший науковий співробітник, чоловік Олени)
25. 1979 — «Старі борги» (Борис)
26. 1980 — «Звичайна людина» (фільм-спектакль; Олексій)
27. 1980 — «Я — акторка» (режиссер)
28. 1981 — «Синя ворона» (фільм-спектакль; Тур/ Детік)
29. 1981 — «Наказ: вогонь не відкривати» (Філіп Єгоров)
30. 1981 — «Справа Артамонових» (фільм-спектакль; Олексій)
31. 1981 — «Самогубство» (фільм-спектакль; Валентин Сергійович Дьомін, слідчий)
32. 1981—1982 — «Росія молода » (Федір Матвійович Апраксін (1-ша — 4-та, 9-та серії)
33. 1982 — «Наказ: перейти кордон»
34. 1983 — «Ювелірна справа» (капітан міліції)
35. 1983 — «Між небом і землею» (фільм-спектакль)
36. 1983 — «Обрив» (Леонтій Козлов)
37. 1985 — «Зустрінемося в метро» (Костя, головний інженер)
38. 1985 — «Гум-Гам» (фільм-спектакль; старий Мітін)
39. 1985 — «Битва за Москву» (полковник Полосухін)
40. 1986 — «Ті, що зійшли з небес» (Василь Кузьмич)
41. 1987 — «Золоте весілля» (Федір Коряк)
42. 1987 — «Під'їзд з атлантами» (фільм-спектакль; академік Бенуа)
43. 1989 — «Сходи» (хіпі)
44. 1989 — «Казка за казкою» (фільм-спектакль; Микола)
45. 1989 — «Дві стріли. Детектив кам'яного століття» (епізод, в титрах немає)
46. 1990 — «Сукині діти» (епізод)
47. 1991 — «Мічені» (корумпований співробітник КДБ)
48. 1993 — «Червоний поїзд»
49. 1998 — «Розабелла і троль» (фільм-спектакль; Гвін, Перший Міністр)
50. 2004 — «Мангуст-2» (т/с; лікар)
51. 2004 — «Опера-1. Хроніки вбивчого відділу» (Михайло Степанович Нечаєв)
52. 2005 — «Алька» (т/с; Микола Іванович, начальник госпіталю)
53. 2005 — «Фаворит» (т/с; Олексій Розумовський)
54. 2006 — «Фартовий» (Отець Кирило)
55. 2007 — «Брати» (т/с; Клочков, лікар)
56. 2007 — «Морські дияволи-2» (Дмитрієв)
57. 2007 — «Вулиці розбитих ліхтарів-8» (т/с)
58. 2007 — «Чорний сніг» (Пров, староста села старовірів)
59. 2009 — «Вербна неділя» (генерал КДБ)
60. 2009 — «Літейний» (т/с, 3-й сезон; Юрій Матвійович Волоколамський)
61. 2009 — «Пітерські канікули» (Олександр Дмитрович)
62. 2010 — «Настоятель» (батько Михайло, колишній настоятель)
63. 2010 — «Прощавай, „Макаров“!» (Володимир Вікторович, художник)
64. 2011 — «Захист свідків» (т/с; батько Михайло)
65. 2011 — «Дім біля великої річки» (т/с; Олександр Іванович Лещев, відомий артист)
66. 2013 — «Колишня дружина» (Михайло Трохимович, дід Колі)
67. 2013 — «Крик сови» (Трохим Ілліч, вахтер в гуртожитку)
68. 2014 — «Лінія Марти» (Олександр Петрович Філімонов, друг Юри)
69. 2014 — «Тальянка» (Матвій Сергійович Веригин, батько Степана)
70. 2015 — «Велика» (т/с; Пахомич)
71. 2015 — «Реверберація»
72. 2017 — «Експропріатор» (т/с; провідник поїзда)
73. 2017 — «Крила імперії» (т/с; батько Михайло)
74. 2018 — «Мельник» (т/с; Сергій Васильович Авілов, прийомний батько Батия)